# Cucullia minor
Cucullia minor là một loài bướm đêm trong họ Noctuidae.